# Spilochroa polita
Spilochroa polita är en tvåvingeart som först beskrevs av Malloch 1931.  Spilochroa polita ingår i släktet Spilochroa och familjen myllflugor. Inga underarter finns listade i Catalogue of Life.